# نيكولو كامبرياني
نيكولو كامبرياني (ولد في 6 تشرين الثاني 1987) هو متسابق إيطالي في الرماية. تنافس في الألعاب الأولمبية الصيفية 2008 في بكين في الرجال 10 متر بندقية الهواء، الرجال بندقية من ثلاثة أوضاع 50 مترا، الرجال بندقية انبطاح 50 متر، وفي عام 2012 دورة الألعاب الاولمبية الصيفية في الرجال 10 متر بندقية الهواء، حائز على فضية. وفي الرجال 50 متر بندقية ثلاثة أوضاع، حيث فاز بالذهب مع مجموع 1278.5 من النقاط.

## روابط خارجية
- نيكولو كامبرياني على موقع الاتحاد الدولي (الإنجليزية)
- نيكولو كامبرياني على موقع اللجنة الأولمبية الدولية (الإنجليزية)
- نيكولو كامبرياني على موقع أوليمبيديا (الإنجليزية)
- نيكولو كامبرياني على موقع اللجنة الأولمبية الإيطالية (الإيطالية)